# Sigfridus Aronus Forsius
Sigfridus Aronus Forsius eller Sigfrid Aron Forsius, troligen född i Helsingfors på 1560-talet, död 1624 i Ekenäs, var präst, naturfilosof, matematiker, astronom/astrolog, översättare, samt almanacks- och psalmförfattare.

## Biografi
Nästan inget är med säkerhet känt om Forsius ursprung, men av tillnamnet att döma var han född i Helsingfors (latin: Forsia). När han för första gången dyker upp i källorna 1591 var han verksam som skollärare och predikant i domkyrkan i Reval (Tallinn), vilket innebär att han bör ha varit född tidigast någon gång efter Helsingfors grundande 1550 och allra senast omkring 1570. Rimligen bör Forsius föräldrar ha hört till de borgare från Borgå eller Ekenäs som efter Gustav Vasas påbud flyttade in i den nygrundade staden. I ett brev från 1596, där han utnämns till skolmästare i Narva, kallas han "Sefredh Canuti", alltså Sigfrid Knutsson. Detta kan vara en felskrivning, men namnet upprepas två gånger i dokumentet och kan möjligen indikera att namnet Aronus inte är ett ombildat patronymikon, utan ska betraktas som någon form av släktnamn.  

### Utbildning och tidig karriär
Att Forsius bedrivit lärda studier är uppenbart, men var, när och hur han utbildats är okänt. En kvalificerad gissning är att han gick sina första år i katedralskolan i Åbo, och att han kan ha studerat vid Johan III:s kollegium i Stockholm under 1570-talet eller 1580-talet. Möjligen kan Forsius, i likhet med många andra lärda män i det svenska riket, ha studerat vid något tyskt universitet, men hans namn finns inte bevarat i någon känd universitetsmatrikel före 1595. Givet att omnämnandet av honom som Sigfrid Knutsson i brevet från 1596 är korrekt, så skulle Forsius möjligen kunna vara identisk med studenten "Sigfridus Canuti Swecus" som immatrikulerades i Rostock 1571 och i Greifswald 1573. Denne student har dock i annat sammanhang identifierats som den Sigfridus Canuti som nämns som skolmästare i Örebro 1579 och som var kyrkoherde i Karlstad 1584–95.
I sin prognostika för år 1610 antydde Forsius själv att han angreps och motarbetades av personer i akademiska kretsar, och att en av angreppspunkterna var att "han hafwer icke så myckit kostat på sine studia" som sina avundsmän. Detta uttalande kan tolkas som att han till stor del var självlärd. Hans anställningar i Estland på 1590-talet visar dock att han tidigt i karriären hade patroner som gynnade honom och som sannolikt understött hans studier. En källa från sent 1600-tal talar exempelvis om ett avlägset släktskap med Henrik Mattson Huggut, och det har antagits att denne hovman, sekreterare och rådgivare till Johan III "lätt ha kunnat utverka stipendier eller annat stöd för den begåvade unga anförvantens studier". I andra 1600-talskällor sätts Forsius namn i förbindelse med Carl Henriksson Horn. Forsius påstås bland annat ha varit lärare till dennes söner, men uppgifterna rörande detta, som bland annat gör gällande att Forsius skulle ledsagat Gustav Horn på dennes studieresor i Europa, är osäkra och delvis direkt felaktiga. Alldeles omöjligt är det dock inte att Forsius, som ett led i sina egna studier, kan ha fungerat som privatlärare till någon adlig familj. Här ligger familjen Horn bra till som möjlig kandidat, och med tanke på Carl Henrikssons lärda intressen och hans verksamhet som ämbetsman och militär i Estland, kan det hypotetiskt tänkas att det är som dennes klient Forsius fått tjänsten som lärare i Reval. 
1595 skrevs Forsius in som en av de första studenterna vid det då återinrättade Uppsala universitet, men i likhet med Johannes Bureus som skrevs in senare samma år var han vid det laget en mogen man och betydligt äldre än sina övriga studiekamrater. Med säkerhet hade Forsius varit prästvigd redan när han var verksam i Reval, men i Uppsala blir hans klerikala ställning bekräftad, eftersom han i matrikeln betecknades som "Dominus", det vill säga "herr" Sigfrid. 
Hur länge Forsius stannade i Uppsala, eller vilken typ av studier han bedrev där är okänt. I november 1596 utsågs han på ärkebiskop Abraham Angermannus inrådan till skolmästare i Narva "efter Han är bådhe lärdh Vdi Boklige Konster, såsom och Kunnigh på ded Estniske målet". I Narva tycks Forsius med ärkebiskopens och riksrådets goda minne ha försökt genomdriva en försvenskning av det estniska skolväsendet, men han lämnade sin post inom kort, efter konflikter där den svenske generalguvernören Göran Boije tog de lokala makthavarnas och den tyske kyrkoherden Lambertus Kemmerlings parti.

### Lapplandsexpeditionen
1599 blev Forsius fältpräst vid Hans Blancks ryttarfana under hertig Karls fälttåg i Finland och Livland. Förbandet upplöstes sedan Hans Blanck stupat i strid i december 1600, men Forsius sökte sig i stället till hertig Karls följe och kallade sig i december 1601 för hertigens hovpredikant. Samma månad erhöll han fullmakt på Nerpis pastorat i Finland och skickades tillsammans med Daniel Theodori Hjort och Hieronymus Birkholtz till Torneå, för att mäta upp landet i gränstrakterna mot Norge och bedöma möjligheterna till skatteuttag. En senare avskrift av dokument från expeditionen visar att Forsius registrerat sol- och polhöjder för arton orter, från Liminka, via Kemi och Pajala, upp till Tromsø.
Expeditionen har uppenbarligen varit ett led i hertig Karls expansiva politik runt nordkalotten, och det har antagits att Forsius mätdata senare använts av Anders Bureus vid färdigställandet av dennes lapplandskarta, Lapponia, från 1611. Detta antagande stöds dock inte av det bevarade materialet, då avvikelserna mellan Forsius ortbestämningar och Lapponia är alltför stora.
Efter sin återkomst 1602 erhöll Forsius kyrkotiondet från Kimito socken, där han troligen fick fullmakt som kyrkoherde senare samma år. Denna tjänst tycks han ha innehaft till 1605, då han begav sig på en studieresa till norra Tyskland, där han vistades i lärda kretsar i bland annat Lübeck, Wismar och Rostock.

### I fängelse
Vid återkomsten till Sverige 1606 fängslades Forsius på Karl IX:s befallning och hölls inspärrad utan rättegång i omkring ett år. 
Orsaken till hans fängslande var att han misstänktes för att i Tyskland ha haft samröre med anhängare till den avsatte kung Sigismund. Han erkände sig också ha översatt en lojalistisk pamflett. Uppgiften (som bland annat förekommer hos Kurtén) att två konvertiter, Harald och Daniel Forsius, som båda studerade vid jesuitkollegiet i Braunsberg under tidigt 1600-tal skulle ha varit söner till Forsius, och att detta skulle ha bidragit till att denne själv misstänktes för landsförräderi, är däremot felaktig: dessa två var söner till Laurentius Erici Forserus, kyrkoherde i Stockholm. 
Forsius släpptes sommaren 1607 och lyckades för en tid återfå Karl IX:s förtroende. Till detta ska enligt vissa uppgifter hans traktat om betydelsen av den komet (senare känd som Halleys komet) som visade sig på senhösten samma år ha bidragit, men uppgifterna om detta är högst oklara.

### Vid akademin
1609–1610 upprätthöll Forsius på kungens uppdrag professuren i astronomi vid Uppsala universitet, sedan ordinarie professor Martinus Stenius fallit i onåd.
Orsaken till att Forsius fick uppdraget har ibland antagits vara att Karl IX ville ersätta Stenius för att denne haft en alltför kritisk inställning till astrologiska förutsägelser. Det finns dock inget som talar för att Karl var mer positivt inställd till astrologi än andra samtida furstar. Hela antagandet att astrologin var stötestenen mellan kungen och Stenius är också problematiskt, eftersom den klara avgränsning mellan astronomi och astrologi som eftervärlden sett i Stenius kritik inte existerade i samtiden. Däremot hade Karl en ambition att hålla universitetet i strama tyglar och styra undervisningen så att den i första hand tjänade statens och hans egna intressen, och Forsius korta inhopp i den akademiska världen skall förmodligen ses i detta sammanhang. Det enda spåret av Forsius verksamhet vid universitetet är att han enligt ett protokoll uppträdde "fuller och drucken" till försvar för Johannes Messenius vid ett stormigt möte i konsistoriet i januari 1610.
Mot slutet av 1610 eller på våren 1611 var Stenius tillbaka som astronomiprofessor med full lön, och det var som sådan han 1611 skrev en disputation med argument mot astrologin som hölls en dryg månad efter Karl IX:s död, och som redan i samtiden betraktades som ett genmäle mot Forsius.

### Åter i fängelse
Kort efter sin tid i Uppsala tycks Forsius själv åter ha fallit i onåd. I oktober 1610 hade han kallats till hovet tillsammans med ett antal finska dignitärer som alla tidigare varit lojala med den avsatte kung Sigismund. Uppgifter hos Messenius och i Forsius egen Physica antyder att han hållits i fängsligt förvar i över ett år. Enligt Messenius ska han ha blivit ”svårligen torterad” i samband med riksdagen i Örebro 1610, och han släpptes inte förrän i samband med riksdagen i Nyköping som hölls efter Karl IX:s död.

### Predikant och "kunglig astronom"
1613 blev Forsius predikant i "Klostret", nuvarande Riddarholmskyrkan i Stockholm och fick samma år privilegier att med ensamrätt publicera och trycka almanackor i Sverige. Ungefär samtidigt börjar Forsius kalla sig Astronomus regius – kunglig astronom – men någon formell ställning som motsvarade titeln hade han troligen inte.

Under sin tid som predikant i Stockholm kom Forsius snart i konflikt med sina kollegor, inte minst till följd av hans omvittnade fylleri och ständiga gräl med hustrun. Vid pingst 1615 var måttet rågat: Daniel Theodori Hjort, en reskamrat från den lappländska expeditionen, hade kommit oinbjuden och berusad till ett supkalas i Forsius malmgård. Efter diverse bråk och otidigheter blev Hjort ihjälstucken av officeren Erik Nilsson som var en släkting till Forsius hustru. Skandalen var ett faktum, och vid ett möte i stockholmskonsistoriet gav Forsius frivilligt upp tjänsten i Klostret. Troligen förväntade han sig snart få en annan tjänst, men så blev inte fallet. Han motarbetades bland annat av ärkebiskopen Petrus Kenicius, som i ett brev till Axel Oxenstierna den 16 juni gav följande karaktäristik:

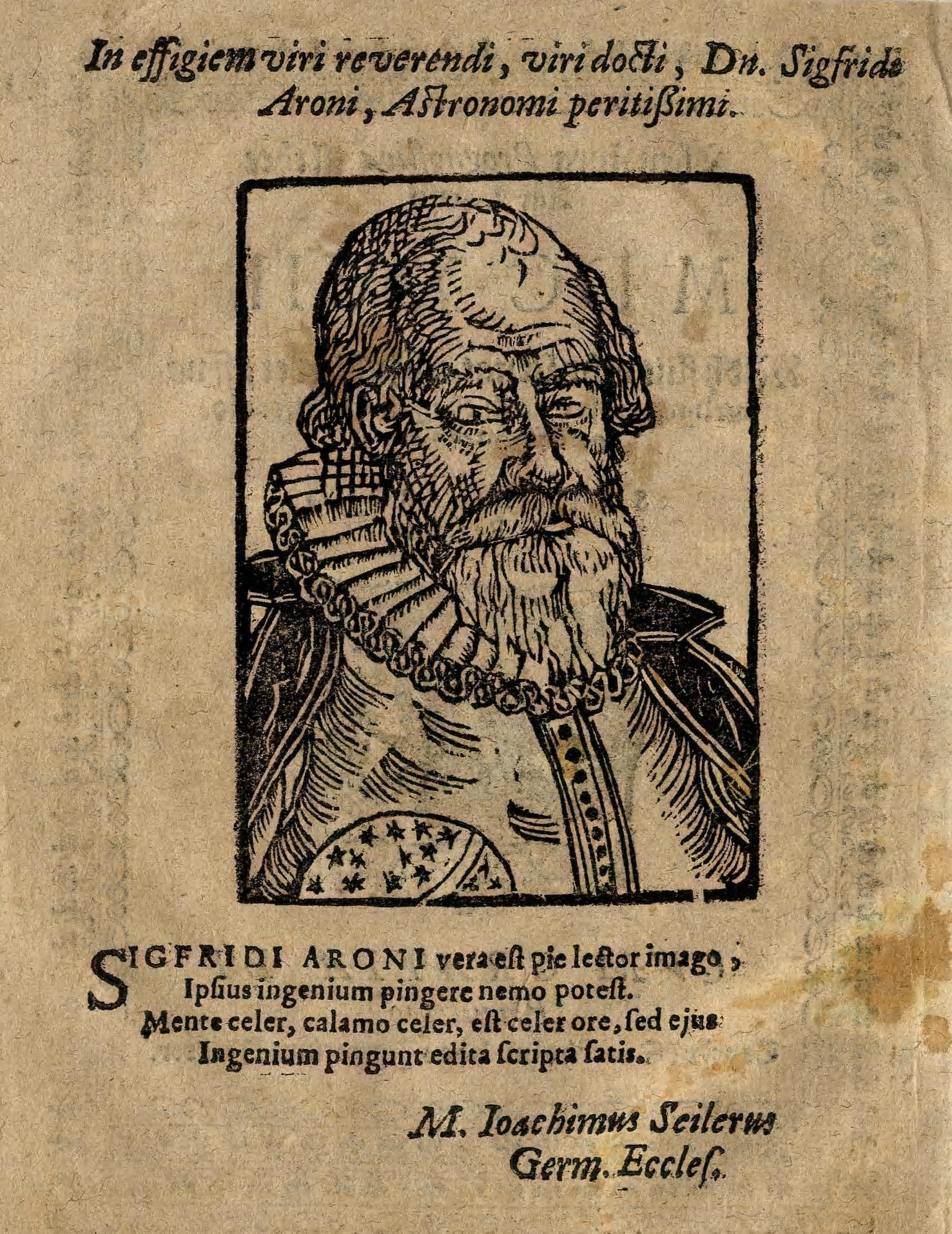
Författarporträtt från Forsius stora prognostika för år 1617. Epigrammet av Joakim Seiler, kaplan i Tyska kyrkan i Stockholm lyder i svensk översättning:
"Till efterliknelse av den vördnadsvärde och lärde mannen herr Sigfrid Aron, skickligast av astronomer.
Detta är, fromme läsare, Sigfrid Arons sanna porträtt. Teckna hans geni kan ingen.
Snabb i tanken, kvick med pennan, munvig är han, men hans skarpsinne tecknas tillräckligt genom hans utgivna skrifter."

Ther til medh är han ganska förargeligh medh sin oändelighe dryckenskap, kijff och trätto medh sin hustru, osämmia medh sina medhbrödher här i staden, hvilket är ganske förargelighit. Och effter han nu in consistorio, uthi min närvaro, haver renuncierat godvillighen tiensten i clöstret, ändoch han snart kan tagha sin ordh tillbaka igen: hvarföre begärer jagh så ganska kiärlighen, at T. M. ville vara oss behielpeligh, vij måtte blifva aff medh then förargelighe och orolighe mannen, och at T. M. icke ville tilstädia, at han åter förer sigh in antingen i clöstret eller någon annan tienst här i staden. Ty här blifver aldrigh roligt, så länge then mannen är här, och i ministerii embether är han plat otienligh och skaffar ingen frucht.
De följande åren levde Forsius på sitt författarskap genom sina patroner. Bland annat stod han i förbindelse med hertig Johan av Östergötland och dennes hustru Maria Elisabeth, som tycks ha  bekostat utgivningen av hans större prognostikor. På uppdrag av Axel Oxenstierna utförde han också lantmätningar i Ryssland och Baltikum under hösten 1616.

### Rannsakan 1619
1619 blev Forsius på Gustav II Adolfs befallning rannsakad av Uppsala domkapitel, sedan han i en av sina astrologiska prognostikor citerat utsagor av en kringvandrande bondeprofet. Även om domkapitlets slutbetänkande i ärendet främst utgör en vidräkning mot vissa former av astrologi, har Forsius astrologiska författarskap i sig, hans omnämnande av kabbala och hans påstått djupa intresse för paracelsism och hermetism knappast varit avgörande för domkapitlets slutbedömning. Domen fick heller aldrig någon formell betydelse.

### De sista åren
Genom sin patron greve Sten Axelsson Lewenhaupt blev Forsius 1620 eller 1621 utnämnd till kyrkoherde i Ekenäs där greven hade patronatsrätt. Forsius förblev på denna post fram till sin död någon gång under våren 1624. En bibel med Forsius egenhändiga anteckningar som tillhör Ekenäs kyrka finns idag deponerad i Ekenäs museum. 

### Familj

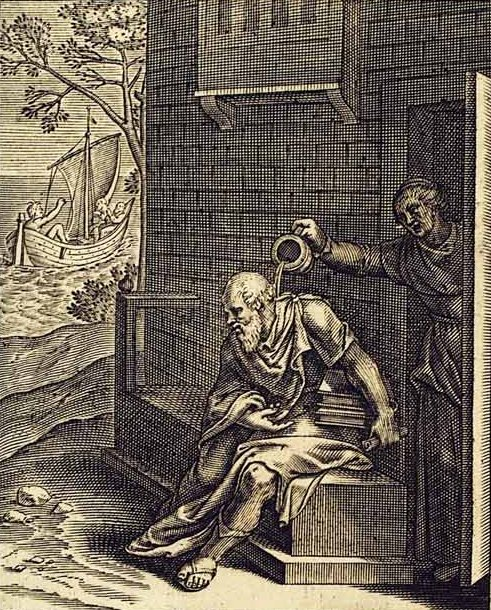
Forsius anknyter i sin förutsägelse till anekdoten om hur Xantippa tömmer sitt nattkärl över den "menlöse Socratem". Kopplat till hans eget stormiga hemliv innebär det att han retoriskt jämför sig själv med den vise Sokrates. Kopparstick av Otho Vaenius i Emblemata Horatiana, 1607.

Forsius hustru hette Anna Larsdotter. Enligt ett brev daterat 1601 hade de barn, men vilka de var och hur länge de levde är okänt. 1606 utverkade Forsius medel "till sin sons studeringh J Lybeck", men det är okänt vem denna son var, och det anges inte vad han skulle studerat i Lübeck, där det inte fanns någon högre läroanstalt. Enligt ett kvitto, daterat den 14 mars 1608, ska en Martinus Sigfridi Skomaeherus Forsius ha varit “förordnat predikant för någre sjöfinner vid Västersjön”. Nils Ahnlund förutsätter i en uppsats att detta var en son till Forsius, och att förordnandet kunde sättas i samband med Daniel Hjorts fortsatta beskickningar till ishavet i Karl IX:s tjänst, men beläggen för detta är obefintliga.
Äktenskapet mellan mäster Sigfrid och hustru Anna kan knappast beskrivas som harmoniskt. Det bevarade materialet visar att båda makarna var begivna på starka drycker. I Forsius författarskap refereras flera gånger till grälsjuka kvinnor, som när han i Then stora Prognostica för 1619 konstaterar att "Mars med Drakastierten in domo conjugij/ betyder mykit twist och trätor i ächtenskapet. Ty Xantippe skal hafwa broken och myckit i huset dundra/ och ther effter sitt eghit regn öfwer then menlöse Socratem vthgiuta/ in signo situs feminino”. Forsius var dock knappast något dygdemönster och hade flera gånger hotat sin hustru till livet, som när han en gång kommit "öffuer drucken heem", tagit en pallasch och sagt till sin hustru, "kom hijt i affton schall iagh blifua din böfuell och min egon med", varpå han högg tre hugg i brädan vid hennes bädd. Efter sin avgång som predikant i Klostret 1615 försökte Forsius utverka skilsmässa och bosatte sig för en tid hos skepparen Mats Menlös i Stockholm, men i rätten fick han inget gehör. Anna Larsdotter följde Forsius när han tillträdde tjänsten som kyrkoherde i Ekenäs och tycks ha levt kvar som änka där efter makens död.

## Forsius verk
Forsius var en av sin tids mest välkända naturfilosofer i det svenska riket. Omkring 1611 sammanställde han den första svenskspråkiga handboken i naturlära under titeln Physica. I långa stycken är den en översättning och bearbetning av tysken Johannes Magirus Physiologia peripatetica, en samtida latinsk naturlära som användes i undervisningen vid Uppsala universitet. Physican trycktes inte, delvis på grund av uppsalakonsistoriets motstånd. Först 1952 gavs den ut, redigerad av Johan Nordström.
Forsius var också 1600-talets flitigaste författare och utgivare av almanackor och astrologiska prognostikor i det svenska riket. Uppgiften som ibland förekommer, att han skulle ha gett ut de första almanackorna på svenska, är däremot felaktig: den äldsta bevarade svenska almanackan är för år 1585, och skrevs av den i övrigt okände Petrus Olai Vadstenensis.
Forsius finns representerad som psalmförfattare i Den svenska psalmboken 1986 med psalm nr 147, bearbetad efter en hymn av Fortunatus från 600-talet. Han var förmodligen den som efter plattysk förlaga översatte den kända "rävsagan", Reyncke Fosz, som gavs ut i Stockholm 1621. Forsius publicerade även kristen uppbyggelse- och fromhetslitteratur: han bearbetade bland annat en senmedeltida dansk dikt om människans åldrar, Specula vitae humana, tryckt 1620. Bland Forsius predikningar utmärker bottemat hans "Om långfredagen", utgiven 1614. Han skrev även latinska hyllnings- och tillfällesdikter, bland annat i verk av Johannes Messenius.
I almanackan från 1608 ändrade Forsius namnen i den katolska helgonkalendern till svenska, och detta blev början på traditionen med namnsdagar. Forsius första almanacka innehöll bara 90 namn, men de tomma dagarna fylldes snabbt på med bibliska, historiska och kungliga namn.[Källa behövs]
Idag anses han också vara en föregångare inom modern färglära då han var den förste att inordna färgrymden i en tredimensionell beskrivning med en sfärisk färgkropp med en gråaxel som har polerna svart och vitt och färgerna gult rött, blått och grönt utmed dess ekvator. Forsius färgkropp som den kommit att kallas är en direkt föregångare till Ewald Herings naturliga färgsystem och dagens NCS. Denna tes inom färgläran fanns med i hans Physica. År 1983 anordnade ett internationellt färgforskarmöte i Kungälv som kallades för "The Forsius Symposium".[Källa behövs]

## Övrigt
Forsius har hedrats med att få ge namn åt asteroiden 3223 Forsius.
Zacharias Topelius har skrivit en dikt om Forsius, kallad Finlands öde som inleds: "Sigfrid Aroni var en man, vid Vandas bölja föddes han." Forsius spelar också en viktig roll i Topelius roman Stjärnornas kungabarn I (Planeternas skyddslingar I) från 1899.